# Liberty (hrabstwo Grant)
Liberty – miasto w Stanach Zjednoczonych, w stanie Wisconsin, w hrabstwie Grant.